# Iron Hill
Iron Hill est un hameau compris dans le territoire de la ville de Lac-Brome dans Brome-Missiquoi au Québec (Canada). Il est situé entre Bondville et West Shefford, au cœur du massif du mont Brome entre la montagne des Pins et la colline Chandler.

## Toponymie
Le hameau doit son nom à la découverte de fer dans les tourbières du secteur, à l'ouest de l'agglomération,. Les arpenteurs qui ont œuvré au cadastre du canton de Brome au xixe siècle rapportent avoir eu des difficultés avec leurs boussoles en raison des déviations du champ magnétique terrestre dues à la forte concentration du minerai dans les environs de l'église,,.
Lors de l'ouverture d'un bureau de poste en 1856, le nom d'Iron Hill (« colline du fer ») est préféré à celui de Brome Woods (« bois de Brome ») en usage jusqu'alors,. On relève aussi la dénomination populaire The Cutting Neighbourhood (« le voisinage de Cutting »), en référence au propriétaire du moulin dans le hameau.

## Géographie
À l'écart des agglomérations voisines et aux limites du canton de Brome, le village se trouve au sud de la vallée des Pins, formée par la colline Chandler et la montagne des Pins,. 
La localité est située au croisement des chemins d'Iron Hill, Howard et Picard. Le chemin d'Iron Hill, une « route sinueuse et encaissée au creux des nombreuses montagnes », relie la localité à la route 104.
Les principales activités économiques du hameau sont l'agriculture et l'élevage, notamment des chevaux.
Le hameau est composé de quelques bâtiments ― des résidences et bâtiments institutionnels. Ceux-ci sont de facture modeste et leur construction précède, pour la plupart, la Seconde Guerre mondiale. Les propriétés du hameau sont souvent « mis en valeur par un imposant couvert végétal ». Construite en 1864, l'église anglicane Holy Trinity constitue, en 2009, le plus ancien édifice du hameau.
La localité est identifiée comme ensemble d'intérêt patrimonial au schéma d'aménagement et de développement de Brome-Missisquoi.

## Histoire
Le canton de Brome est proclamé le 18 août 1797, bien qu'ayant accueilli des réfugiés y squattant à la fin du xviiie siècle. Le secteur d'Iron Hill est peuplé plus tardivement. Une occupation est notée à partir de 1822,; Joseph Bouchette relève déjà en 1831 une petite agglomération. 
Le caractère vallonné des environs, l'éloignement des autres villages et l'absence de voies de communications rend la colonisation difficile. Beaucoup de propriétaires qui tentent de mettre en valeur leurs terres sont déboutés par la rigueur de la nature. Les familles de John Shufelt, d'Andrew Tibbitts de Moses Beard, de Joseph Benham et de Terrence Courtney sont identifiées comme les fondatrices du hameau. On attribue aussi à Isaac Cutting un rôle dans l'émergence d'un noyau villageois dans le secteur de Brome Woods. Il construit un premier moulin à scie en 1840, puis un moulin à farine en 1844. Bien que le caractère tardif de leur implantation au regard de l'arrivée des premiers habitants témoigne d'un développement plutôt lent, les moulins contribuent à leur tour à l'implantation d'autres industries artisanales, telles qu'une fabrique de charrettes,. Les débuts du hameau sont marqués par la violence : les voyageurs des environs font l'objet d'attaques par des brigands et les enfants vandalisent régulièrement des bâtiments publics.
Une mission anglicane dessert Iron Hill à partir de 1863 et une école du dimanche est instaurée. Les services religieux sont d'abord célébrés dans des résidences privées et des écoles jusqu'à la construction de l'église Holy Trinity en 1864. Le missionnaire Thomas Fyles, maître d'œuvre du projet, est ordonné prêtre de la paroisse par l'évêque de Montréal, et le demeure jusqu'en 1871,. 

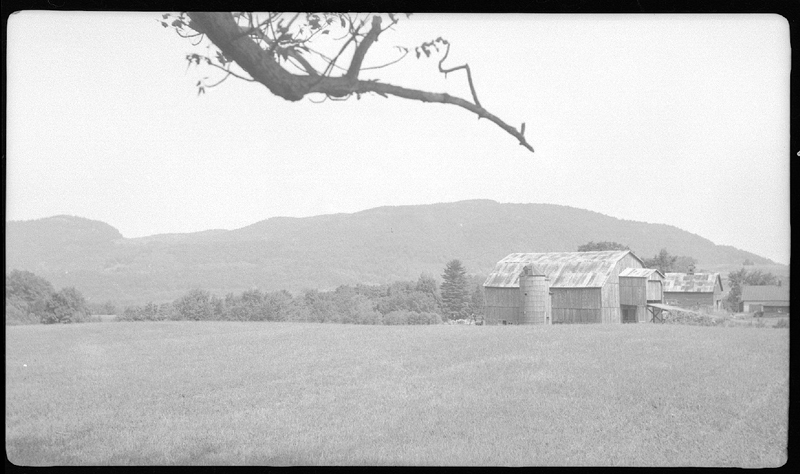
Une ferme au pied du mont Spruce.

Le hameau d'Iron Hill compte aussi des communautés adventiste et baptiste cohabitant avec les anglicans, et comptant suffisamment de membres pour garantir la construction d'une église unie en 1889. Le lieu de culte, habituellement rempli à capacité, accueille en alternance des célébrations de foi méthodiste, baptiste, Crisis Adventist et Herald Adventist. Les baptêmes par immersion célébrés dans ces branches du protestantisme se déroulent dans l'étang qui alimente le moulin à scie. La dernière célébration adventiste a lieu en 1930, tandis que l'église est démolie vers 1945.
Un bureau de poste est ouvert en 1856 et demeure en service jusqu'en 1968.
Originellement situé dans la municipalité du canton de Brome, le hameau est intégré à la ville de Lac-Brome lors de son incorporation en 1971.